# Spyker Cars

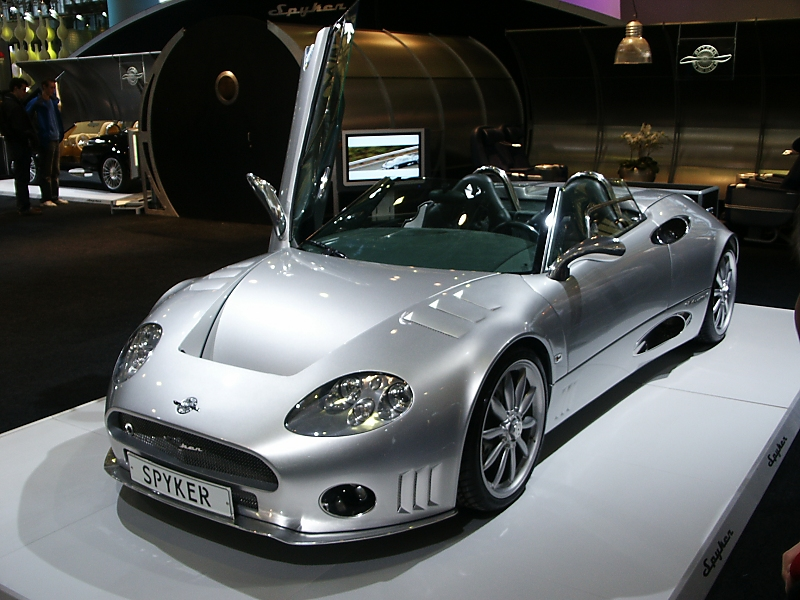
Spyker C8, 2005

Spyker Cars N.V. – holenderski twórca luksusowych, ręcznie wytwarzanych samochodów sportowych. Powstała w 2000 roku, na podstawie przejęcia prawa do nazwy firmy Spyker, która w pierwszej połowie XX wieku zajmowała się produkcją komponentów do maszyn lotniczych (głównie silników) oraz luksusowych samochodów będących konkurencją dla marek takich, jak Rolls-Royce. Spyker Cars przejęło z praprzodka nie tylko logo, ale w wielu miejscach także styl, co można zobaczyć przede wszystkim w jedynych w swoim rodzaju wnętrzach samochodu.
Założycielami i właścicielami Spyker Cars są Victor Muller i Maarten de Bruijn. W 2000 roku zaprezentowali oni pierwszy z serii ekskluzywnych samochodów sportowych, nazwanych C8. Ekskluzywny sportowy roadster C8 Spyder wyposażony był w silnik Audi o mocy 400 KM i rozpędzał się do 300 km/h. W rok później pojawiła się zamknięta wersja modelu, nazwana na cześć Josepha Laviolette – konstruktora modeli z początku XX wieku C8 Laviolette. W 2002 roku pojawiła się pierwsza wyścigowa wersja, model C8 Double 12. Był on wyposażony w mocniejszy silnik oraz przestrojone pod tory wyścigowe zawieszenie, skrzynię biegów itd. Model Double 12 R miał moc ~600 KM, natomiast wymagana do wyścigów wersja drogowa modelu, Double 12 S, była dostępna w pięciu opcjach silnikowych o mocy od standardowych 400 do nawet 620 KM.

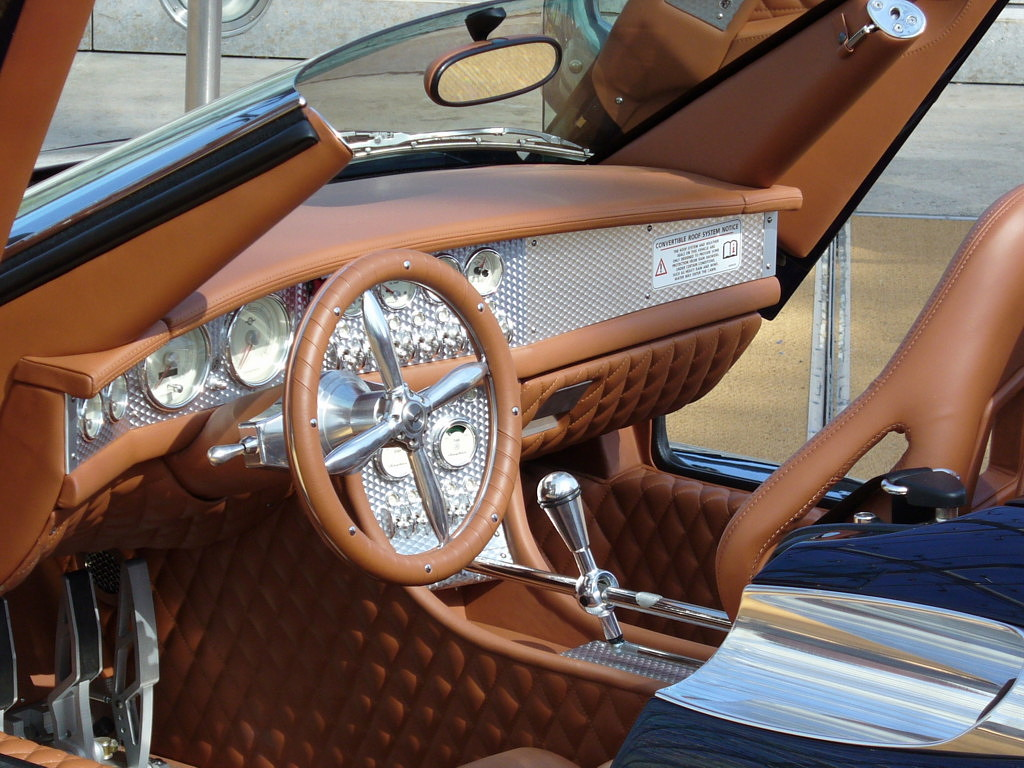
Wnętrze Spykera, 2005

W 2004 roku Spyker Cars pokazał kolejne trzy wersje modelu C8. Model C8 Spyder T był zmodernizowanym roadsterem, który wyposażono w turbo-doładowany silnik Audi V8 o mocy 525 KM, natomiast modele C12 Spyder i C12 LaTurbie napędzał dwunastocylindrowy silnik Audi w układzie W (dwa połączone układy V) o mocy 500 KM. Nazwa LaTurbie wywodziła się od góry La Turbie niedaleko Monaco, gdzie w 1922 roku Hugo Baron von Pallandt wygrał wyścig na modelu Spyker C4 Tourer. Również w 2005 roku do wyścigów weszła kolejna wyścigowa wersja modelu C8, nazwana C8 Spyder GT2R.
We wrześniu 2006 firma kupiła od spółki Midland zespół Formuły 1 MF1 Racing. Do końca sezonu 2006 Spyker występował w nazwie zespołu jako sponsor tytularny, ale po przekształceniu zadebiutował w sezonie 2007 jako Spyker F1. Po 2007 roku Spyker postanowił jednak odejść od Formuły 1, sprzedając zespół indyjskiemu miliarderowi. Od sezonu 2008 zespół obecny jest na torach jako Force India.
W 2007 roku na salonie w Genewie Spyker zaprezentował wariację na temat sportowego modelu C12, którą nazwał D12 Peking-To-Paris. Był to czterodrzwiowy samochód terenowy, którego stylistyka do złudzenia przypominała inne, sportowe modele Spyker Cars. Sam producent określał ten samochód jako SSUV – Super Sport Utility Vehicle, czyli super-sportowy pojazd użytkowy (wychodząc od SUV – pojazd sportowo-użytkowy). Samochód miał silnik W12 Audi, pochodzący z modeli C12. W 2008 roku terenowy Spyker wszedł do produkcji z silnikiem V8 jako D8 Peking-To-Paris, natomiast produkcja wersji dwunastocylindrowej jest w planach na rok 2009. Także w roku 2008 Spyker Cars zaprezentował pierwszą dużą modernizację C8 – model C8 Aileron miał wyraźnie zmienioną, bardziej agresywną przednią część pojazdu i wiele zmian technicznych, m.in. nowa skrzynia biegów ZF, hamulce, a także bardziej luksusowe wyposażenie. W tym samym roku włoski stylista Zagato zaprezentował swoją koncepcję stylistyczną modelu C12, którą nazwano C12 Zagato. Samochód widocznie różnił się od standardowych modeli Spyker Cars, choć ogólnie samochód bez trudu można było skojarzyć z holenderską marką.
Na początku 2010 Spyker przejął szwedzką markę Saab. Ze względu na niestabilną sytuację finansową Saab'a w maju 2011 Spyker podpisał porozumienie z chińskim dystrybutorem Pang Da, na mocy którego powołana została spółka dystrybucyjna i produkcyjna joint venture, która objęła produkcję samochodów marki Saab oraz własną markę producenta chińskiego. Dystrybutor Pang Da ma zainwestować w zakup samochodów marki Saab i akcji firmy Spyker. W ramach porozumienia ulegnie zmianie nazwa firmy Spyker Cars N.V. na Swedish Automobile N.V..
W 2021 r. firma złożyła wniosek o upadłość.

## Modele Spyker
- seria C8
  - C8 Spyder
  - C8 Laviolette
  - C8 Double 12 S
  - C8 Spyder T
  - C8 Double 12 R (wyścigowy)
  - C8 Spyder GT2R (wyścigowy)
- seria C12
  - C12 LaTurbie
  - C12 Spyder
- seria Peking-To-Paris
  - D8 Peking-To-Paris
  - D12 Peking-To-Paris
- C8 Aileron
- C12 Zagato